# Skarínou
Skarínou (grec moderne : Σκαρίνου) est un village de Chypre de plus de 393 habitants.